# Sean Lamont
Sean Fergus Lamont (Perth, 15 de enero de 1981) es un exjugador escocés de rugby que se desempeñaba como wing. Es hermano mayor del también jugador de rugby Rory Lamont.

## Biografía
Sean Lamont asistió a la Universidad Sheffield Hallam, donde estudió Ciencias del Deporte entre 1999 y 2002. Sean posó desnudo para el calendario Dieux du Stade en el año 2007. Está casado con Gemma con quien tiene dos hijos, Aaran y Euan.

## Carrera
En 2000 Lamont se unió al Rotherham Titans y fue el capitán del equipo sub-21 del club en 2001. En los Juegos de la Mancomunidad de 2002 representó a Escocia en los sietes. En el verano de 2003 dejó el Rotherham y se unió al Glasgow Rugby, donde pasó a tener una primera temporada muy exitosa y se consolidó como el favorito de los aficionados en Hughenden. En mayo de 2009 Sean Lamont se unió a los Scarlets.

## Selección nacional
Lamont ganó su primera convocatoria por Escocia contra Samoa en su gira en el verano de 2004. En su debut en el estadio Murrayfield, marcó un try contra los australianos en el otoño de 2004. En Escocia, en 2005, en un partido contra Italia en el Torneo de las Seis Naciones, fue nombrado hombre del partido. Además, Sean contribuyó en el logro de una histórica victoria sobre los franceses en el campeonato de 2006 con dos tries. Su explosiva y poderosa carrera, además de su tamaño, son sus activos más mortales.
Participó en el Torneo de las Seis Naciones 2013, saliendo como titular en los cinco partidos. En la segunda jornada, contra Italia, tuvo una actuación destacada, como el resto de la línea de tres cuartos escocesa. Él marcó el cuarto ensayo para Escocia, en el minuto 70.

### Participaciones en Copas del Mundo
Disputó las Copas del Mundo de Francia 2007, Nueva Zelanda 2011 e Inglaterra 2015. Fue titular en todos los partidos que jugó y no marcó puntos.
| Mundial                       | Sede          | Resultado        | PJ | Tries |
| ----------------------------- | ------------- | ---------------- | -- | ----- |
| Copa Mundial de Rugby de 2007 | Francia       | Cuartos de final | 4  | 0     |
| Copa Mundial de Rugby de 2011 | Nueva Zelanda | Primera fase     | 4  | 0     |
| Copa Mundial de Rugby de 2015 | Inglaterra    | Cuartos de final | 4  | 0     |